# 全球卫星导航系统国际委员会
全球卫星导航系统国际委员会（英語：International Committee on Global Navigation Satellite Systems，缩写为ICG，官方简称卫星导航委员会）是联合国的一个非正式机构。成立于2006年，秘书处设在奥地利的维也纳，每年召开一次工作会议。其目的是促进与民用卫星定位、导航、正时和增值服务有关的问题及各种全球卫星导航系统的兼容性和互通性问题的合作和发展。
委员会下设一个供应商论坛，由全球提供卫星导航服务的国家组成。当前的供应商包括了美国的全球定位系统(GPS)，中国的北斗导航系统（BDS），俄罗斯的格洛纳斯系统（GLONASS)，欧洲的伽利略定位系統。另外还有一些计划中的扩增系统供应商：
- 广域扩增系统WAAS（Wide Area Augmentation System）
- 中國區域定位系統CAPS
- 俄罗斯差分校正和监测系统SDCM（System of Differential Correction and Monitoring）
- 歐洲地球同步衛星導航增強服務系統EGNOS（European Geostationary Navigation Overlay Service）
- 印度开发的印度区域导航卫星系统/GPS辅助型静地轨道增强导航GAGAN/IRNSS（GPS Aided Geo Augmented Navigation）
- 日本的基于MTSAT（多功能运输卫星）卫星的扩增系统MSAS（The MTSAT (Multi-functional Transport Satellite) Satellite-based Augmentation Systems
- 日本推动的准天顶卫星系统QZSS（Quasi-Zenith Satellite System）
- 尼日利亚的NIGCOMSAT-1 SBAS